# 未来神話ジャーヴァス
『未来神話ジャーヴァス』（みらいしんわジャーヴァス）は、1987年6月30日にタイトーからファミリーコンピュータ用として発売されたRPGである。

## 概要
文明崩壊後の地球に帰還した宇宙飛行士の主人公が新しい世界の王になるために暴君を退治するRPG。アイテム探しや仲間集め、金策がこのゲーム内の作業における比重の大半を占める。
同年10月に発売された『インドラの光』に先駆けて、本作はバッテリーバックアップシステムにより容易にセーブが可能になっている。

## ストーリー
かつて地球には高度な文明があったが、人口増加により人類は新しい住処を求めて宇宙船に乗った。宇宙探査船であるジャーヴァス号は数々の苦難を乗り越え、やっとの思いで地球に戻った時には乗組員は主人公1人だけになっていた。地球に戻る際に通信装置のスイッチを入れると応答がなく、やむなく主人公は故郷のアメリカ大陸と思しき場所にジャーヴァス号を不時着させるが、かつての文明はどこにもなかった。大都市も摩天楼も、ハンバーガーでさえも。やがて主人公は昔の地球を探すため、大変化の原因を探るため、そして自分の生きる道を見出すために旅立った。この冒険が、のちに新地球誕生にまつわる｢ジャーヴァスの神話｣と呼ばれる英雄譚となる。

## 評価
ゲーム誌『ファミリーコンピュータMagazine』の読者投票による「ゲーム通信簿」での評価は以下の通りとなっており、14.35点（満30点）となっている。
| 項目 | キャラクタ | 音楽 | 操作性 | 熱中度 | お買得度 | オリジナリティ | 総合  |
| 得点 | 2.48       | 2.37 | 2.32   | 2.43   | 2.19     | 2.56           | 14.35 |

## 関連書籍
- 未来神話ジャーヴァス 救世主（メシア）の章―新世紀を救え!（1987年 双葉文庫）

本作を題材としたゲームブック。ストーリーはゲーム本編の後日談で、「世界を救う為ジャーヴァス号の部品を集めて復元させる」というもの。ゲーム本編よりストーリーにジャーヴァス号が関わっている。
- アドベンチャーヒーローブックス No.28 未来神話ジャーヴァス 闇の反逆者（1987年 勁文社）

上記と同じく本作の後日談を扱った外伝的作品。ゲームでは謎のまま終わった世界崩壊の秘密などが、非公式ではあるものの作中で語られているので、ゲームのストーリーを補完する意味合いとしても楽しめる。